# La parrucchiera
La parrucchiera è un film del 2017 diretto da Stefano Incerti.
La pellicola è un riadattamento della commedia statunitense Beauty Shop (2005) di Bille Woodruff.

## Trama
Napoli. Rosa, ragazza madre e parrucchiera, lavora nel salone di Patrizia e Lello. Quando decide di mettersi in proprio e aprire un salone nei Quartieri Spagnoli, deve affrontare la rivalità con i suoi ex titolari.

## Distribuzione
La pellicola è stata distribuita nelle sale cinematografiche italiane da Good Films a partire dal 6 aprile 2017.